# Chaerilidae
Chaerilidae é uma família de escorpiões, da ordem Arachnida.

## Gênero
Chaerilus Simon, 1877